# Valerianella kulabensis
Valerianella kulabensis är en kaprifolväxtart som beskrevs av Vladimir Ippolitovich Lipsky och Igor Alexandrovich Linczevski. Valerianella kulabensis ingår i släktet klynnen, och familjen kaprifolväxter. Inga underarter finns listade i Catalogue of Life.